# Seznam zápasů SK Slavia Praha 1903
V roce 1903 odehrála SK Slavia Praha 33 zápasů, všechny byly přátelské. Celková bilance byla 27 výher, 1 remíza a 5 porážek.

## Přehled zápasů
| 1903 přátelský  |       |                |                             |
| SK Slavia Praha | 9 – 1 | ČAFC Vinohrady | stadion Slavie Letná, Praha |
|                 |       |                | stadion Slavie Letná, Praha |

| 1903 přátelský |       |                 |       |
| ČAFC Vinohrady | 2 – 4 | SK Slavia Praha | Praha |
|                |       |                 | Praha |

| 1903 přátelský  |       |                 |                             |
| SK Slavia Praha | 8 – 0 | SK Union Žižkov | stadion Slavie Letná, Praha |
|                 |       |                 | stadion Slavie Letná, Praha |

| 1903 přátelský  |       |                 |                              |
| SK Slavia Praha | 9 – 0 | SK Union Žižkov | Stadion Slavie, Letná, Praha |
|                 |       |                 | Stadion Slavie, Letná, Praha |

| 1903 přátelský  |        |             |                              |
| SK Slavia Praha | 14 – 1 | Rapid Vídeň | Stadion Slavie, Letná, Praha |
|                 |        |             | Stadion Slavie, Letná, Praha |

| 1903 přátelský  |       |                  |                              |
| SK Slavia Praha | 7 – 0 | Victoria Cottbus | Stadion Slavie, Letná, Praha |
|                 |       |                  | Stadion Slavie, Letná, Praha |

| 1903 přátelský  |        |                    |                              |
| SK Slavia Praha | 10 – 0 | Vysokoškoláci Bonn | Stadion Slavie, Letná, Praha |
|                 |        |                    | Stadion Slavie, Letná, Praha |

| 1903 přátelský  |        |                     |                              |
| SK Slavia Praha | 14 – 3 | Sport Favorit Praha | Stadion Slavie, Letná, Praha |
|                 |        |                     | Stadion Slavie, Letná, Praha |

| 25.3.1903 přátelský |        |                     |                              |
| SK Slavia Praha     | 20 – 0 | Deutscher Sportclub | Stadion Slavie, Letná, Praha |
|                     |        |                     | Stadion Slavie, Letná, Praha |

| 10. květen 1903 přátelský |       |                 |       |
| Cricketon Vídeň           | 1 – 4 | SK Slavia Praha | Vídeň |
|                           |       |                 | Vídeň |

| 1903 přátelský  |       |              |                              |
| SK Slavia Praha | 8 – 2 | First Vienna | Stadion Slavie, Letná, Praha |
|                 |       |              | Stadion Slavie, Letná, Praha |

| 1903 přátelský  |        |                 |                              |
| SK Slavia Praha | 10 – 1 | Postas Budapešť | Stadion Slavie, Letná, Praha |
|                 |        |                 | Stadion Slavie, Letná, Praha |

| 1903 přátelský  |        |                     |                              |
| SK Slavia Praha | 12 – 0 | Torna Club Budapešť | Stadion Slavie, Letná, Praha |
| Košek Benda     |        |                     | Stadion Slavie, Letná, Praha |

| 1903 přátelský  |       |               |                              |
| SK Slavia Praha | 3 – 3 | Boldklub 1893 | Stadion Slavie, Letná, Praha |
|                 |       |               | Stadion Slavie, Letná, Praha |

| 1903 přátelský  |       |               |                              |
| SK Slavia Praha | 7 – 9 | Boldklub 1893 | Stadion Slavie, Letná, Praha |
|                 |       |               | Stadion Slavie, Letná, Praha |

| 1903 přátelský  |       |               |                              |
| SK Slavia Praha | 5 – 4 | Boldklub 1893 | Stadion Slavie, Letná, Praha |
|                 |       |               | Stadion Slavie, Letná, Praha |

| 1903 přátelský  |       |                    |                              |
| SK Slavia Praha | 4 – 1 | Racing Club Brusel | Stadion Slavie, Letná, Praha |
|                 |       |                    | Stadion Slavie, Letná, Praha |

| 1903 přátelský  |       |                    |                              |
| SK Slavia Praha | 4 – 0 | Racing Club Brusel | Stadion Slavie, Letná, Praha |
|                 |       |                    | Stadion Slavie, Letná, Praha |

| 1903 přátelský  |        |                     |                              |
| SK Slavia Praha | 10 – 0 | Sportbrüder Leipzig | Stadion Slavie, Letná, Praha |
|                 |        |                     | Stadion Slavie, Letná, Praha |

| 5.4.1903 přátelský |       |                      |                              |
| SK Slavia Praha    | 2 – 4 | Civil Service London | Stadion Slavie, Letná, Praha |
|                    |       |                      | Stadion Slavie, Letná, Praha |

| 1903 přátelský  |       |                |                              |
| SK Slavia Praha | 2 – 4 | Southampton FC | Stadion Slavie, Letná, Praha |
|                 |       |                | Stadion Slavie, Letná, Praha |

| 1903 přátelský  |       |                |                              |
| SK Slavia Praha | 1 – 4 | Southampton FC | Stadion Slavie, Letná, Praha |
|                 |       |                | Stadion Slavie, Letná, Praha |

| 1903 přátelský      |       |                 |          |
| Torna Club Budapešť | 1 – 0 | SK Slavia Praha | Budapešť |
|                     |       |                 | Budapešť |

| 1903 přátelský  |       |                     |                              |
| SK Slavia Praha | 9 – 1 | Sport Favorit Praha | Stadion Slavie, Letná, Praha |
|                 |       |                     | Stadion Slavie, Letná, Praha |

| 1903 přátelský  |       |                 |                              |
| SK Slavia Praha | 7 – 1 | Postas Budapešť | Stadion Slavie, Letná, Praha |
|                 |       |                 | Stadion Slavie, Letná, Praha |

| 1903 přátelský  |       |                 |                              |
| SK Slavia Praha | 4 – 2 | Postas Budapešť | Stadion Slavie, Letná, Praha |
|                 |       |                 | Stadion Slavie, Letná, Praha |

| 1903 přátelský  |        |           |                              |
| SK Slavia Praha | 10 – 0 | Bonner FV | Stadion Slavie, Letná, Praha |
|                 |        |           | Stadion Slavie, Letná, Praha |

| 1903 přátelský  |       |           |                              |
| SK Slavia Praha | 8 – 3 | FC Zurich | Stadion Slavie, Letná, Praha |
|                 |       |           | Stadion Slavie, Letná, Praha |

| 1903 přátelský  |       |           |                              |
| SK Slavia Praha | 9 – 1 | FC Zurich | Stadion Slavie, Letná, Praha |
|                 |       |           | Stadion Slavie, Letná, Praha |

| 1903 přátelský  |        |              |                              |
| SK Slavia Praha | 13 – 0 | Graphia Wien | Stadion Slavie, Letná, Praha |
|                 |        |              | Stadion Slavie, Letná, Praha |

| 1903 přátelský  |       |                 |       |
| First Vienna FC | 0 – 1 | SK Slavia Praha | Vídeň |
|                 |       |                 | Vídeň |

| 1903 přátelský  |        |             |                              |
| SK Slavia Praha | 15 – 0 | Berliner FV | Stadion Slavie, Letná, Praha |
|                 |        |             | Stadion Slavie, Letná, Praha |

| 1903 přátelský  |        |                     |                              |
| SK Slavia Praha | 12 – 0 | Sport Favorit Praha | Stadion Slavie, Letná, Praha |
|                 |        |                     | Stadion Slavie, Letná, Praha |

## Soupisky jednotlivých utkání

### Slavia – ČAFC Vinohrady
Soupisky mužstev z tohoto utkání nejsou známy.

### ČAFC Vinohrady – Slavia
Soupisky mužstev z tohoto utkání nejsou známy.

### Slavia – SK Union Žižkov
Soupisky mužstev z tohoto utkání nejsou známy.

### Slavia – Rapid Vídeň
Soupisky mužstev z tohoto utkání nejsou známy.

### Slavia – Victoria Cottbus
Soupisky mužstev z tohoto utkání nejsou známy.

### Slavia – Vysokoškoláci Bonn
Soupisky mužstev z tohoto utkání nejsou známy.

### Slavia – Sport Favorit Praha
Soupisky mužstev z tohoto utkání nejsou známy.

### Slavia – Deutscher Sportclub
Soupisky mužstev z tohoto utkání nejsou známy.
Jindřich Baumruk hrál v tomto utkání stý zápas za Slavii.

### Cricketon Vídeň – Slavia
Soupisky mužstev z tohoto utkání nejsou známy. Všechny branky vstřelil Košek.

### Slavia – First Vienna
Soupisky mužstev z tohoto utkání nejsou známy.

### Slavia – Postas Budapešť
Soupisky mužstev z tohoto utkání nejsou známy.

### Slavia – Torna Club Budapešť
SK Slavia: Pressler, Hrabě, Hejda, Práchenský, Žabokrtský, Veselý, Krummer, J.Benda, Setzer, Košek, Baumruk, Staněk
Soupiska soupeře není známa. Košek vstřelil 5 branek, Benda 4, ostatní střelci nejsou známi.

### Slavia – Boldklub 1893
Soupisky mužstev z tohoto utkání nejsou známy.

### Slavia – Racing Club Brusel
Soupisky mužstev z tohoto utkání nejsou známy.

### Slavia – Sportbrüder Leipzig
Soupisky mužstev z tohoto utkání nejsou známy.

### Slavia – Civil Service London
Soupisky mužstev z tohoto utkání nejsou známy.

### Slavia – Southampton FC
Soupisky mužstev z tohoto utkání nejsou známy.

### Torna Club Budapešť – Slavia
Soupisky mužstev z tohoto utkání nejsou známy.

### Slavia – Sport Favorit Praha
Soupisky mužstev z tohoto utkání nejsou známy.

### Slavia – Postas Budapešť
Soupisky mužstev z tohoto utkání nejsou známy.

### Slavia – Bonner FV
Soupisky mužstev z tohoto utkání nejsou známy.

### Slavia – FC Zurich
Soupisky mužstev z tohoto utkání nejsou známy.

### Slavia – Graphia Wien
Soupisky mužstev z tohoto utkání nejsou známy. Soupeřem byl tým, který byl pravděpodobně předchůdcem týmu Graphia Schwechat, který vznikl v roce 1905.

### First Vienna FC – Slavia
Soupisky mužstev z tohoto utkání nejsou známy.

### Slavia – Berliner FV
Soupisky mužstev z tohoto utkání nejsou známy.

### Slavia – Sport Favorit Praha
Soupisky mužstev z tohoto utkání nejsou známy.